# Reece Humphrey

Zawodnik Ohio State Buckeyes

Reece Weslee Humphrey (ur. 31 lipca 1986) – amerykański zapaśnik walczący w stylu wolnym. Zajął ósme miejsce na mistrzostwach świata w 2013; dziewiąte w 2011 i dwunaste w 2015. Srebrny medalista akademickich MŚ w 2008 i brązowy w 2010. Trzeci w Pucharze Świata w 2014 roku.
Jego ojciec James Humphrey był wicemistrzem świata w zapasach w 1977 roku.
Zawodnik Lawrence North High School z hrabstwa Marion i Ohio State University. Dwa razy All-American (2009, 2010) w NCAA Division I, drugi w 2009; trzeci w 2010 roku.